# Hans Cornelis
Hans Cornelis, né le 13 octobre 1982 à Eeklo en Belgique, est un footballeur international et entraîneur belge qui joue au poste de défenseur.

## Biographie
Formé au Club Bruges KV, il débute avec les professionnels en 2001 et commence à avoir du temps de jeu en 2003. Il remporte avec les Bleus et Noirs deux fois le championnat, une fois la Coupe nationale et trois fois la Supercoupe.
En 2005, il est transféré au KRC Genk. Avec ce club, il remporte la Coupe de Belgique en 2009. En septembre de la même année, il rejoint le Cercle Bruges KSV pour un contrat de trois ans. Après six saisons au Cercle, il rejoint le KMSK Deinze en juillet 2015.
Il a été appelé une fois en équipe nationale, en 2005 face à la Serbie-et-Monténégro, mais il n'a pas pris part au jeu.

### Carrière d'entraîneur

#### KSC Lokeren-Tamise
En juin 2022, il est nommé entraîneur principal du KSC Lokeren-Tamise. Il parvient à faire monter le club jusqu'en Challenger Pro League.
Le 11 février 2025, il est démis de ses fonctions comme entraîneur du KSC Lokeren-Tamise.

#### Charleroi SC
Le 27 juin 2025, il rejoint le staff de Rik De Mil au Sporting de Charleroi comme entraîneur adjoint aux côtés de Frank Defays,, en remplacement de Rudi Cossey parti à l'OH Louvain.

## Palmarès
- Champion de Belgique en 2003 et 2005 avec le Club Bruges KV.
- Vainqueur de la Coupe de Belgique en 2002 avec le Club Bruges KV et en 2009 avec le KRC Genk.
- Vainqueur de la Supercoupe de Belgique en 2002, 2003 et 2004 avec le Club Bruges KV.